# Lac La Ronge Provincial Park

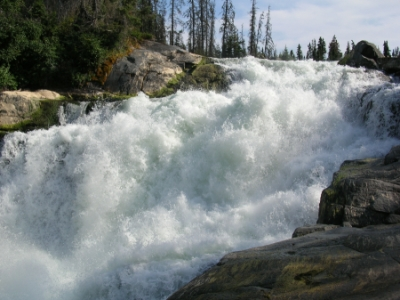
Nistowiak Falls

Der Lac La Ronge Provincial Park ist ein 319157 Hektar großer Provincial Park in der kanadischen Provinz Saskatchewan. Der Park ist der größte der Provinzparks in Saskatchewan und liegt im Zentrum der Provinz, umgeben vom Gebiet des Northern Saskatchewan Administration District. Mit seiner Gründung im Jahr 1939 ist der Park einer der ältesten der Provincial Parks in Saskatchewan. Nach dem System der Kategorisierung der Provinzparks der Provinz Saskatchewan gehört der Park zur Gruppe der Natural environment parks.

## Anlage
Der Park liegt zwischen der Kleinstadt La Ronge im Südwesten und der Ansiedlung Missinipe in Nordwesten sowie der Ansiedlung Stanley Mission im Nordosten, mit dem namensgebenden Lac la Ronge im Zentrum. Der Park liegt dabei in den südwestlichen Ausläufern des Kanadischen Schildes und wird im Wesentlichen beherrscht von der Flora und Fauna des südlichen Borealen Schildes sowie den zahlreichen Seen und Flüssen. Die wichtigsten Flüsse im Park sind der Rapid River mit den Nistowiak Falls, mit etwa 10 m Höhe die höchsten Wasserfälle der Provinz, sowie der Churchill River, welcher den Park im nördlichen Bereich passiert.
An den Park grenzen mehrere Indianerreservate der First Nations, hier hauptsächlich der Lac La Ronge First Nation der Woodland Cree, bzw. werden von ihm umschlossen.
Im Südwesten grenzt der Park an den CanAm Highway, den Saskatchewan Highway 2, welcher bei La Ronge endet. Anschließend durchquert der Northern Highway 102 den Park in Nord-Süd-Richtung und von diesem zweigt in Ost-West-Richtung der Northern Secondary Highway 915 nach Stanley Mission ab.
Bei dem Park handelt es sich um ein Schutzgebiet der IUCN-Kategorie II.